# フェアフィールド (コネチカット州)
フェアフィールド（英: Fairfield）は、アメリカ合衆国コネチカット州のフェアフィールド郡にある町。人口は6万2871人（2022年推計）。コネチカット州のゴールドコーストにあり、東は州内最大の都市ブリッジポート、西はウエストポート町である。内陸側（北）にはトランブル、イーストン、ウェストンの各町が並んでいる。
2006年7月、雑誌「マネー」が「アメリカ合衆国で住みたい場所、かつ北東部で住みたい場所」リストの第9位に挙げた。

## 歴史

### 植民地時代
1635年、マサチューセッツ湾植民地のピューリタンと会衆派教徒が、聖公会（イングランド国教会）の規則と規制に従う信仰社会を作ろうとしたその速度に不満を抱いた。マサチューセッツ議会は彼らに、現在コネチカット州と呼ばれる地域のウィンザー、ウィンザーズフィールド、ハートフォードの町に入植する許可を与えた。
1639年1月14日、基礎秩序と呼ばれた法と管理規則一セットが採択され、自治的主体としてコネチカットを設立した。1639年までに開拓者達は周辺地域に新しい町を作り始めていた。基礎秩序の枠踏みを作ったロジャー・ルドローが、現在のフェアフィールドの土地を購入し、その名前を付けた。
歴史家のジョン・M・テイラーに拠れば、「1639年に植民地議会がルドローにペクァノッケでプランテーションを始める許可を与えた。ルドローがウィンザーからの数人と共にその任務を始め、その後はウォータータウンやコンコードからの移民達が加わった。ルドローはペクァノッケ族の酋長から広大な土地を買収し、その後は西方の土地を買って大きく拡大し、さらに第二次ピクォート遠征で自ら見ていたその先の魅力的な地域（アンコア）を思い出し、そこにも入植して、現在のフェアフィールド町を包含する領土を買収し、そこに名前を与えた」としている。

### フェアフィールドから造られた町
フェアフィールドはコネチカット南西部にあったコネチカット植民地では2つの主要開拓地の1つだった（もう1つはストラットフォード）。1661年5月、コネチカット植民地から委員に指名された、フェアフィールドの初期開拓者であるジョン・バンクス、リチャード・オルムステッド、ジョセフ・ジャドソン中尉が、ストラットフォードとの町境を設定した。ノーウォークとの町境が設定されたのは1685年5月になってからだった。
長い間に、フェアフィールドの領域から新しい町が分離し、それぞれ法人化されていった。以下がその町のリストである。
- レディング、1767年
- ウェストン、1787年
  - イーストン、1845年にウェストンから分離
- ブリッジポート、1821年（一部はストラットフォードからも分離）、1895年にはブラックロックの部分がフェアフィールドから離れてブリッジポートに入った
- ウェストポート、1835年（一部はウェストンとノーウォークからも分離）

### アメリカ独立戦争
1770年代にアメリカ独立戦争が始まったとき、フェアフィールド住民はコネチカットの他のどこよりも多くの災難にあった。植民地の中ではロイヤリストが多い地域にあって、フェアフィールド住民は早くからアメリカの独立を支持する側に回った。戦争を通じてイギリス軍の支配するロングアイランドの者達が捕鯨船や私掠船で海岸部を襲撃したので、ロングアイランド湾全体で戦闘が続いた。ゴールド・セレック・シリマンが海岸部の防衛にあたった。その家は現在もジェニングス道路沿いに立っている。
1779年春、イギリス軍がフェアフィールド軍を襲撃する準備のために、シリマンはロイヤリストの部隊に自家から誘拐された。その妻メアリー・シリマンは、1779年7月7日朝に、約2,000名の敵軍がパイン・クリーク・ポイント近くでフェアフィールド・ビーチに上陸し、町を侵略するために行軍してくるのを、自分の家から見ていた。その敵軍が翌日夜に去って行ったとき、町全体が反乱軍を維持した懲罰として燃やされ、灰燼に帰していた。その10年後、ジョージ・ワシントン大統領がフェアフィールドを通って旅した後で、「イギリス軍の残酷さによる破壊の証拠はノーウォークとフェアフィールドの双方で今も見られる。多くの焼かれた家の煙突がそのまま立っている」と述べた。
フェアフィールドは焼け跡から緩りち立ち直ったが、終戦後間もなく家屋や公共建造物は全て建て直された。

### 20世紀
第一次世界大戦で、フェアフィールドは農業社会から抜け出し、ブリッジポートで前例のないほどの好景気の引き金を引くことで大規模な軍需品産業の中心となった。この繁栄によって町内では住宅が不足し、労働者の多くはその家を建てるためにフェアフィールドの土地を探した。路面電車、さらに後には自動車がこれら中流階級の新に裕福になった者達に田園部まで出ていけるようにし、新しい習慣を作り、新しい行動を始め、新しいスタイルの服を着た。この繁栄は1920年代を通じて続いた。
ウォール街大暴落が起きた時、町の人口は17,000人まで増えていた（第一次世界大戦の前は6,000人に過ぎなかった）。世界恐慌の間であっても、町は成長し続けていた。
1945年11月29日、大風が吹いてフェアフィールドのペンフィールド岩礁で、2人の乗組員を乗せた艀が座礁し、アメリカ史の中でも初めて民間ヘリコプターを使った救出劇があった。このヘリコプターはブリッジポートのシコルスキー・エアクラフト工場から飛んできた。
フェアフィールドには世界最大級の会社であるゼネラル・エレクトリックの本社がある。
1950年代にコネチカット・ターンパイクが開通し、フェアフィールドに新たな開発の波が訪れ、1960年代には郊外型住宅地という性格がしっかりと根付いた。

## 地理
フェアフィールドはロングアイランド湾岸にある。アメリカ合衆国国勢調査局に拠れば、町域全面積は31.3平方マイル (81 km2)であり、このうち陸地30.0平方マイル (78 km2)、水域は1.3平方マイル (3.4 km2)で水域率は4.15%である。ミル川が町を流れ、モヘガン湖に注ぐ。
フェアフィールドは多くの地区でできている。最も有名な地区は裕福なサウスポートであり、ゼネラル・エレクトリックのCEOジャック・ウェルチがここに長くすんでいた。またグリーンフィールドヒルは、大きな地区であり、ハナミズキの木があることで名高く、白い尖塔のある会衆派教会は絵のような緑に囲まれている。その他世間に認められる地区には、ストラットフィールド、タンクシスヒル、大学地域、グラスミア、ミルプレーン、ナップス・ビレッジ、メルビル・ビレッジ、ホランドヒル、フェアフィールド・ビーチがある。フェアフィールド・ビーチは近年海浜や中心街の近くに住むことを望む住民が多くの新しい家を建設したことで、大きな変革があった。町内のショッピング地区にはポスト道路（アメリカ国道1号）沿いとブラックロック・ターンパイク沿いがある。

### 地区

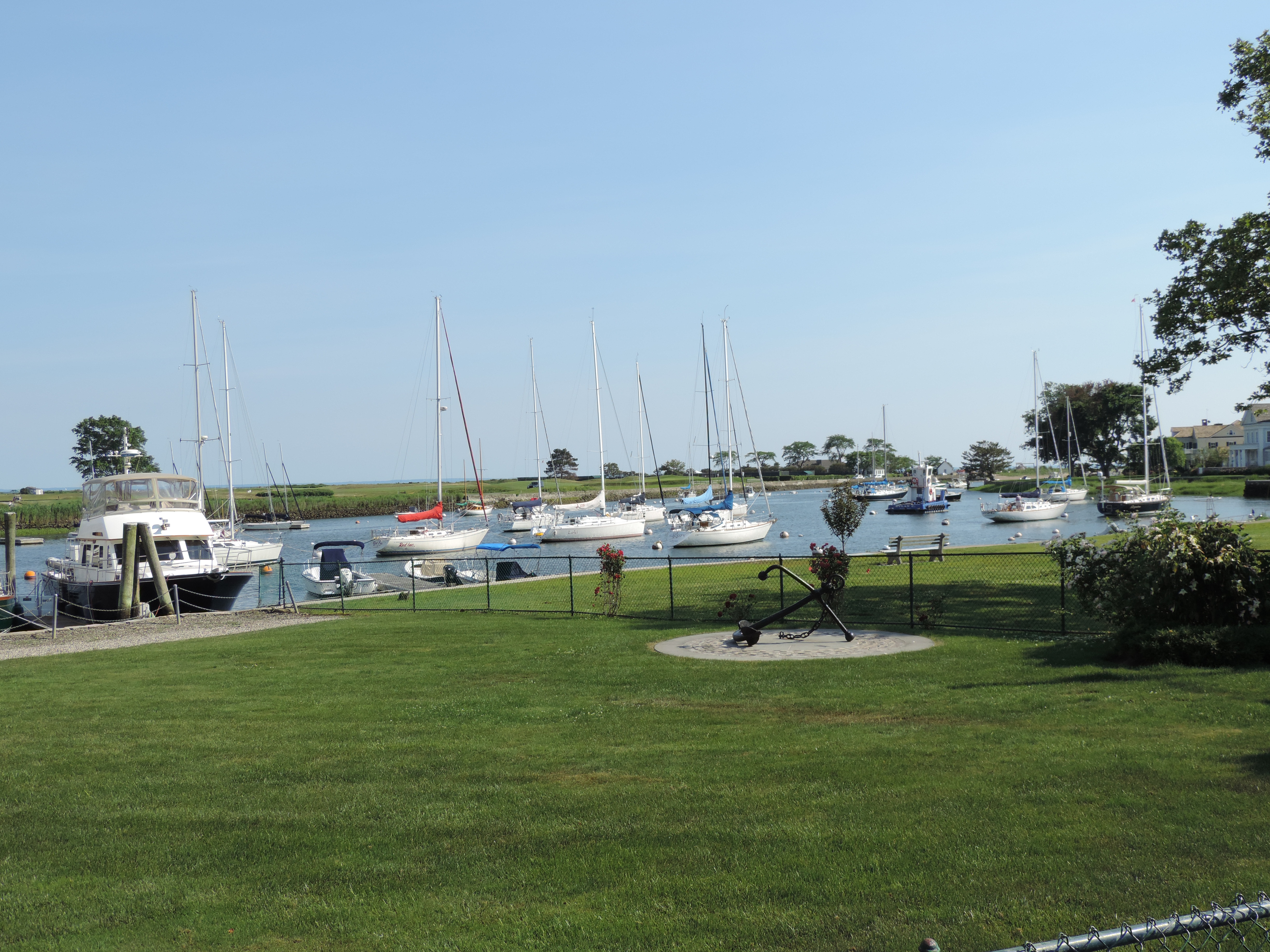
サウスポート

- フェアフィールド・センター/フェアフィールド中心街
- フェアフィールド・ビーチ地域
- グラスミア
- グリーンフィールドヒル
- サスコヒルとビーチ
- サウスポート
- ストラットフィールド・ビレッジ[8]
- タンクシスヒル

## 人口動態
以下は2010年国勢調査による人口統計データである。
| 基礎データ - 人口: 59,404 人 - 世帯数: 20,457 世帯 - 家族数: 14,846 家族 - 人口密度: 744人/km2（1,927 人/mi2） - 住居数: 21,648 軒 - 住居密度: 277軒/km2（703 軒/mi2） 人種別人口構成 - 白人: 91.6% - アフリカン・アメリカン: 1.8% - ネイティブ・アメリカン: 0.06% - アジア人: 3.7% - 太平洋諸島系: 0.01% - その他の人種: 1.2% - 混血: 1.6% - ヒスパニック・ラテン系: 5.0% | 年齢別人口構成 - 18歳未満: 25.4% - 18-24歳: 11.1% - 25-44歳: 21.1% - 45-64歳: 27.4% - 65歳以上: 15.1% - 年齢の中央値: 40歳 - 性比（女性100人あたり男性の人口） - 総人口: 90.5 - 18歳以上: 85.6 世帯と家族（対世帯数） - 18歳未満の子供がいる: 38.3% - 結婚・同居している夫婦: 60.6% - 未婚・離婚・死別女性が世帯主: 9.1% - 非家族世帯: 27.4% - 単身世帯: 22.3% - 65歳以上の老人1人暮らし: 15.1% - 平均構成人数 - 世帯: 2.69人 - 家族: 3.19人 | 収入と家計 - 収入の中央値 - 世帯: 83,512米ドル（2007年推計では103,352ドル） - 家族: 100,920米ドル（2007年推計では121,749ドル） - 性別 - 男性: 69,525米ドル - 女性: 44,837米ドル - 人口1人あたり収入: 43,670米ドル - 貧困線以下 - 対人口: 2.9% - 対家族数: 1.8% - 18歳未満: 2.8% - 65歳以上: 3.6% |

フェアフィールドは数ある中でもその低い犯罪率で知られている。過去5年間で殺人は僅か3件だった。雑誌「マネー」の2006年「住みたい場所」リストでは、アメリカ合衆国で2番目に安全な自治体になっていた。
2012年、フェアフィールドは雑誌「マネー」の「住みたい場所」リストで第64位だった。

## 政治
| 2010年10月26日時点での登録有権者と政党支持の構成 | 2010年10月26日時点での登録有権者と政党支持の構成 | 2010年10月26日時点での登録有権者と政党支持の構成 | 2010年10月26日時点での登録有権者と政党支持の構成 | 2010年10月26日時点での登録有権者と政党支持の構成 | 2010年10月26日時点での登録有権者と政党支持の構成 |
| 政党                                             | 活性有権者                                       | 非活性有権者                                     | 有権者計                                         | 構成比                                           |                                                  |
| ------------------------------------------------ | ------------------------------------------------ | ------------------------------------------------ | ------------------------------------------------ | ------------------------------------------------ | ------------------------------------------------ |
| 共和党                                           | 10,650                                           | 395                                              | 11,045                                           | 29.41%                                           |                                                  |
| 民主党                                           | 10,309                                           | 425                                              | 10,734                                           | 28.58%                                           |                                                  |
| 無党派                                           | 14,890                                           | 779                                              | 15,669                                           | 41.72%                                           |                                                  |
| 少数政党                                         | 112                                              | 1                                                | 113                                              | 0.3%                                             |                                                  |
| 合計                                             | 35,961                                           | 1,600                                            | 37,561                                           | 100%                                             |                                                  |

## 経済
2012年5月、ムーディーズ・インベスターズ・サービスがフェアフィールドの1億9,200万ドル一般財源保証債を「ネガティブ」から「ステーブル」に変更した。同年6月、ムーディーズはAaaレーティングを与え、それが今日まで続いている。

### 税
2005年、フェアフィールドの固定資産税率は1.667%だった。2012年から2013年会計年度では4%上昇し、2.337%になった。2013年から2014年会計年度でも2.38%増加して2.393%となった。

### 大企業
- ゼネラル・エレクトリック — 本社はイーストン・ターンパイク3135、全社の従業員数は307,000 人）
- R・C・ビゲロー（ビゲロー・ティー社） - 本社はブラックロック・ターンパイク
- スターム・ルガー & Co. - 本社はサウスポートのレイシー・プレース、銃器製造社
- ボイス・アド・エイジェンシー — 世界本社はタンクシスヒル道路
- フェアフィールド大学 — ノースベンソン道路1073、学生数5,000人、学術関連職員500人以上、さらに管理職員
- セイクレッドハート大学 — ニューイングランドでは2番目に大きなローマ・カトリック系大学

## 芸術、娯楽、スポーツ

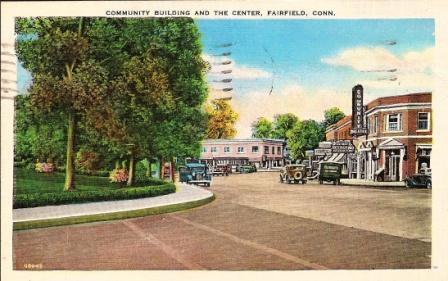
フェアフィールド・コミュニティ劇場、1938年の絵葉書、フェアフィールド・コミュニティ劇場基金が運営

- レジーナ・A・クィック芸術センター、1990年にフェアフィールド大学キャンパスに開設。若者のためのポピュラー音楽、クラシック音楽、ダンス、演劇が行われている。オープン・ビジョンズ・フォーラムの講演会には、著名なオピニオンメーカー、芸術家、著作家、政治評論家、また人文科学の学識ある寄稿者などが登場する[18]。クィック・センターには[19]、740席のケリー・シアター、150席のローレンス・A・ウィーン実験劇場、トマス・J・ウォルシュ・ジュニア・アートギャラリーがある。クィック・センターは国内でも洗練されたコンサートホールとなり、「ウェストポート・マガジン」から「フェアフィールド郡の文化の震央」と認められている[20]。
- ペプシコ劇場はフェアフィールド大学キャンパスの1922年建設馬車置き場を改修したものであり、芸術と芸能部門シアター・プログラムと、大学の住民劇団シアター・フェアフィールド[21]が入っている。ペプシコ劇場では、学生、教員、地元プロによる実験的作品の公演もある。
- ベラーミン美術館、フェアフィールド大学キャンパス、地域アーティストによるショーや、巡回展示、恒久展示もある
- シャーマン・タウン・グリーの東屋では、夏の午後にコンサートが行われる。入場無料であり、無料の飲料や食事もあり、楽しむことができる。多くのコンサートは年長者のために計画されている
- WSHU-FM、セイクレッドハート大学が運営する公共ラジオ放送
- WVOF、フェアフィールド大学の学生が運営するラジオ放送
- フェアフィールド大学では、バスケットボール、野球、クロスカントリー、フィールドホッケー、ラクロス、ボート、サッカー、水泳、テニス、バレーボールまど大学間運動競技会を開催し、一般に公開している。

## 見どころ

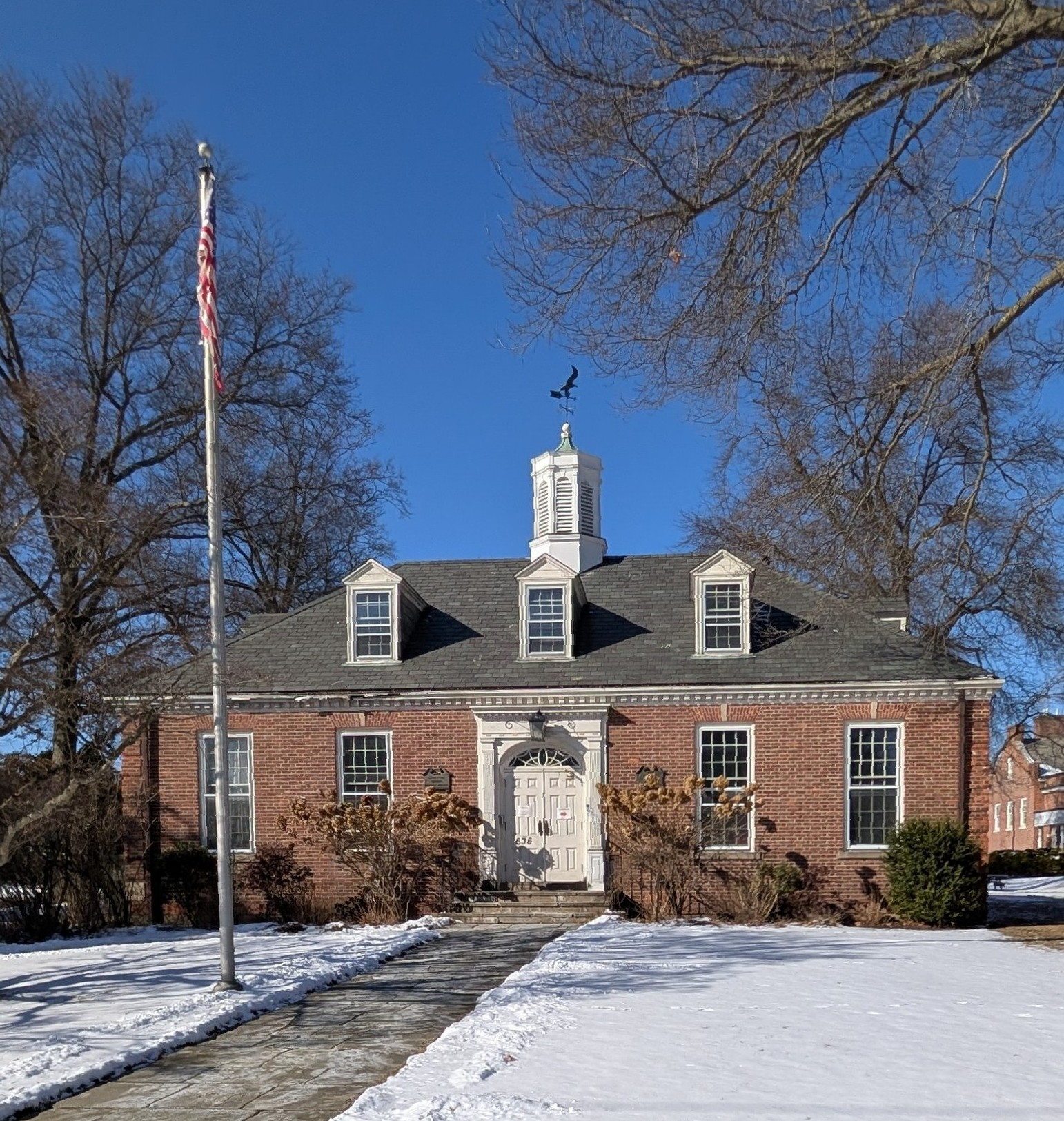
歴史博物館

### 歴史的な場所
- コネチカット・オーデュボン協会バードクラフト博物館と保護区 — アンクォワ道路314、1982年登録
- ブロンソン風車 — ブロンソン道路3015、1971年登録
- デイビッド・オグデン邸 — ブロンソン道路1520、1979年登録
- フェアフィールド歴史地区 — オールドポスト道路のポスト道路からターニー道路まで、1971年登録。昔の町の中心。町役場、公共図書館があり、家屋は18世紀後半からのものがある
- フェアフィールド鉄道駅 — カーター・ヘンリー・ドライブ、1989年登録
- グリーンフィールドヒル歴史地区 — 集会所レーン、ヒルサイド道路、バーナヒル道路、ブロンソン道路に囲まれる、1971年登録
- ジョン・オズボーン邸 — キングス・ハイウェイ・ウェスト、1987年登録
- ジョナサン・スタージス邸 — ミルプレーン道路449、1984年登録)
- パインクリーク公園橋 — オールドダム道路の北、パインサークルに架かる、1992年登録
- サウスポート歴史地区 — サウスポート港、鉄道線、オールドサウス道路、ローズヒル道路に囲まれる、1971年登録
- サウスポート鉄道駅 — ステーション通り96とセンター通り100、1989年登録

### その他の見どころ
- コネチカット・オーデュボン協会フェアフィールド・センター（博物館と保護区とは別） – 広さ0.65 km²に野生生物保護区に、全長10 kmのボードウォーク自然の道と自然センターがある
- フェアフィールド博物館と歴史センター – 地元の歴史、芸術、装飾品を展示し、地元の歴史に関する図書館がある
- セイクレッドハート大学の現代美術ギャラリー – 毎年5回の展示会を開催する

## 公園とレクリエーション
フェアフィールド住民は豊富なレクリエーション機会を楽しんでおり、その多くはフェアフィールドがロングアイランド湾に面している立地条件から来ている。
- ロングアイランド湾に面する長さ8 kmの海岸線には町営の海浜が5か所あり、夏の間は監視員が詰めている。その他にプライベートビーチもあって、満潮時以下の潮位では一般にも解放される
- サウスベンソン・マリーナは町営の600隻のボート進水場であり、住民が夏のあいだ賃借できる[22]
- モヒガン湖にはカスケードと呼ばれる滝もあり、ハイキングに人気がある。フェアフィールド・オーデュボン協会と鳥類保護区もある[23]
- 美しいサウスポート港にあり町が所有するイエ・ヨット・ヤードは進水サービスを行い、サウスポート港に繋留もできる。団体のコミュニティ・セイリング・オブ・フェアフィールドもあり、そのメンバーが5.4 mの帆船を共有している
- スポーツプレックス[24]がフェアフィールド中心街にあり、アイススケート、インドア・クライミング、インドア・サッカー、器械体操の活動を支援している

## 町政府

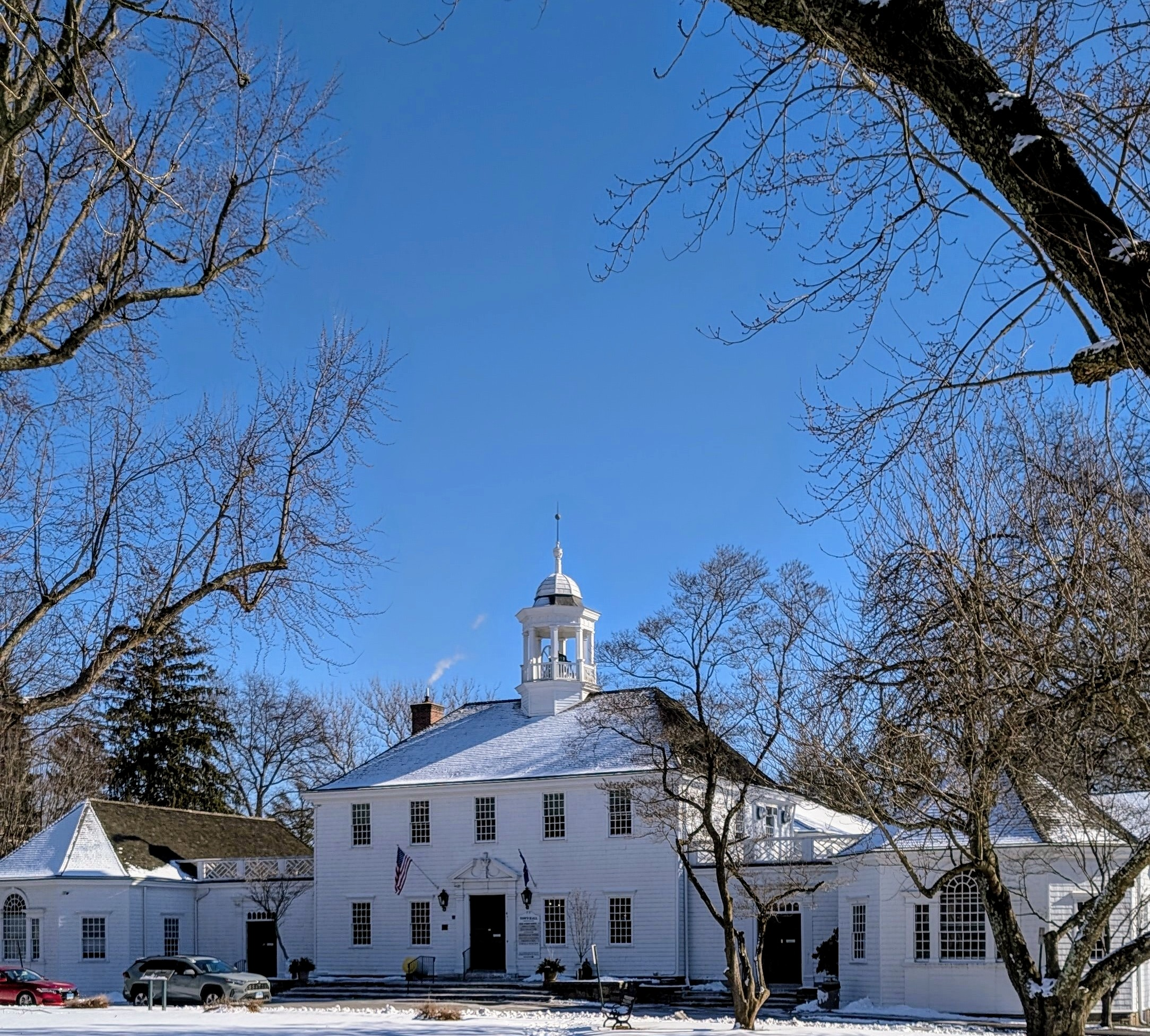
町役場

町政府は3人の委員による町政委員会、代表制タウンミーティング、財務委員会、教育委員会、企画地区割り委員会、その他指名に拠る政治的な委員会で構成されている。
町内には刑事および民事の裁判を行う施設が無く、全ての審判はブリッジポートの上級裁判所で行われる。しかしフェアフィールド警察署が扱う少年が関わる事件については少年審査委員会で扱う。

### 警察署
フェアフィールド警察署は1926年に創設された。これは町が造られてから287年後のことだった。

### 消防署
フェアフィールドはフェアフィールド消防署の95人の常勤消防士、およびサウスポート消防団とストラットフィールド消防団の団員によって守られている。常勤消防士は5つの駐屯所から稼働し、消防車5台、梯子車2台、救急車1台、消防艇1隻を扱い、また幾つかの特殊部隊がある。消防団は常勤消防士の駐屯所のうち2か所に詰めている。年間9,500件の緊急呼び出しに対応している。サウスポート消防団は1895年からある。フェアフィールド消防署は1920年から活動している。
フェアフィールド消防署は、リチャード・ホワイト・ウェイ205にあるコネチカット地域消防訓練学校を運営している。

## 教育

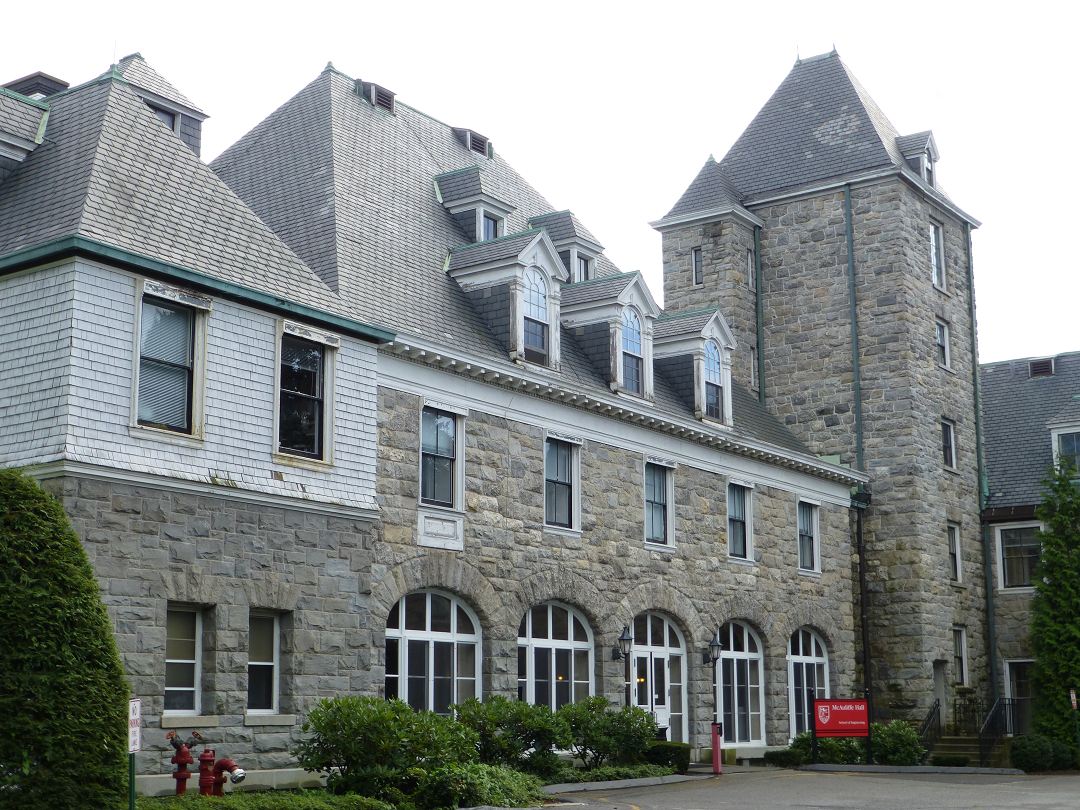
フェアフィールド大学

フェアフィールドにはフェアフィールド・ウォード高校と、フェアフィールド・ルドロー高校の2つの高校がある。中学校は3校、小学校は11校ある。
町内にはカトリック系の学校もあり、高校はフェアフィールド予備校とノートルダム高校の2校、小学校はセントトマス・アキナスとアワーレディ・オブ・ジ・アサンプションの2校である。
非宗教系私立学校にはフェアフィールド・カントリー・デイスクールとアンクォワ学校がある。
高等教育機関としては、フェアフィールド大学とセイクレッドハート大学がある。

## 交通

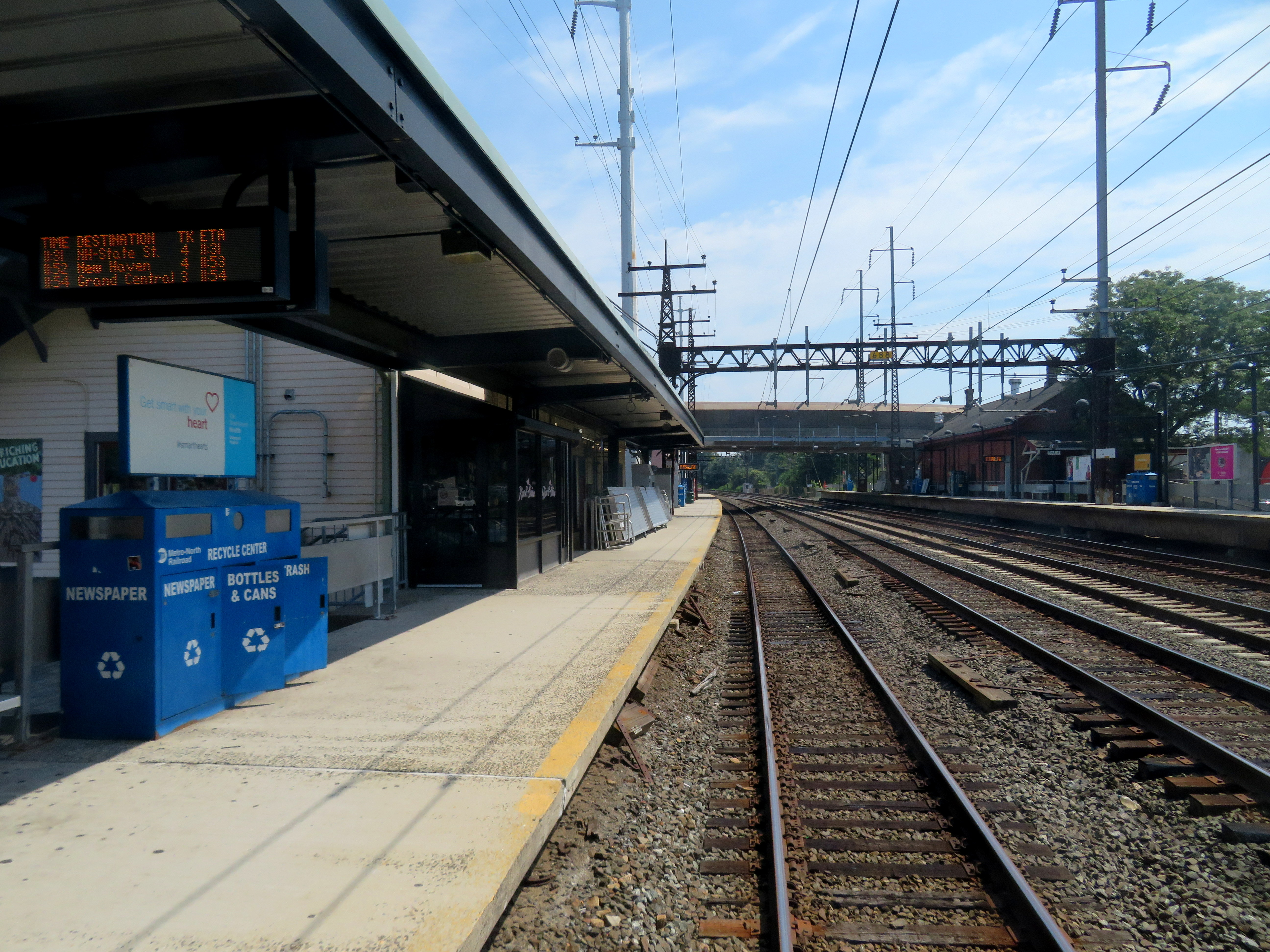
フェアフィールド駅

- メトロノース鉄道の通勤鉄道が通っており、市内に3つの駅がある。中心駅はフェアフィールド駅である。アムトラックの列車は停車しない。
- 町内をアメリカ国道1号、州間高速道路95号線、メリット・パークウェイが通っている。
- 公共交通はグレーター・ブリッジポート交通局がバス便を運行している。

## メディア
- 「フェアフィールド・オンライン・ニューズ」[32]
- 「コネチカット・ポスト」、本社はブリッジポート市
- 「フェアフィールド・ミニットマン」
- 「フェアフィールド・シティズン・ニューズ」[33]
- 「フェアフィールド・サン」[34]
- 「ハムレットハブ・フェアフィールド」[35]

## 礼拝所
- アンソニー・パデュア教会[36]
- 使徒教会[37] - 聖公会
- トリニティ・バプテスト教会[38]
- グリーンフィールドヒル会衆派教会[39]

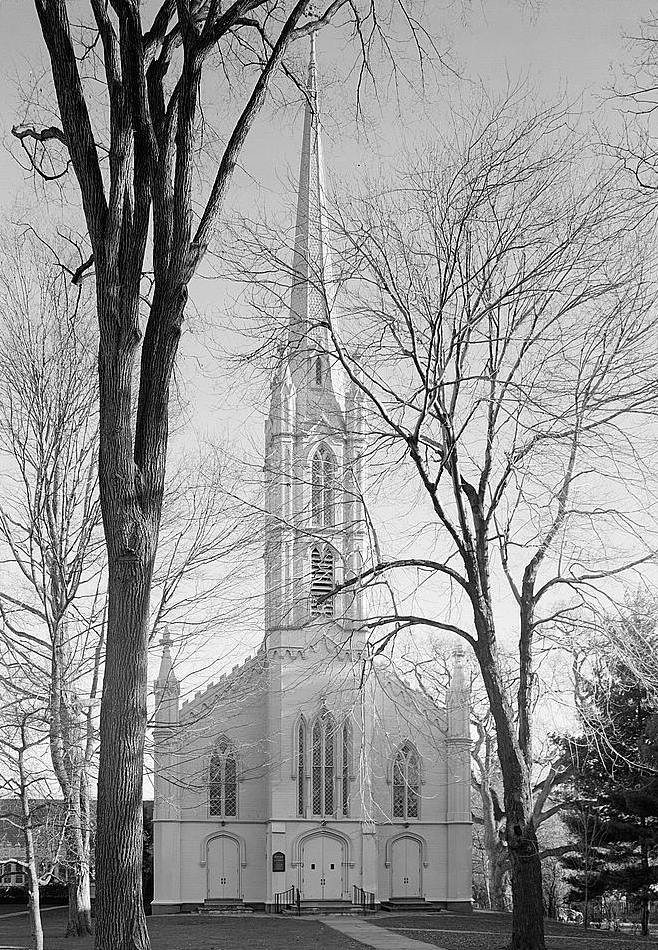
サウスポートのトリニティ教会（1966年）

- ファーストチャーチ・コングリゲーション、ユナイテッド・チャーチ・オブ・クライスト[40]
- サウスポート会衆派教会[41]
- セントポールズ聖公会教会[42]
- セントティモシーズ聖公会教会[43]
- トリニティ聖公会教会[44]
- フェアフィールド・グレース・ユナイテッド・メソジスト教会[45]
- ブラックロック会衆派教会[46] - 無宗派、福音主義
- エホバの証人
- アワーセイバーズ・ルーテル教会[47]
- フェアフィールド第一長老派教会[48]
- ホリークロス・ローマ・カトリック教会
- アワーレディ・オブ・ジ・アサンプション[49]
- セントピウス10世教会[50]
- セントトマス・ローマ・カトリック教会
- コングリゲーション・アハバス・アチム[51]
- コングリゲーション・ベス・エル[52]

## 著名な出身者
- レナード・バーンスタイン（1918年–1990年）、指揮者、作曲家[53][54]
- ジェームズ・ブレーク（1979年 - ）、プロのテニス選手[55]
- スーザン・クーパー（1935年 - ）、児童文学作家、「闇の戦い」シリーズなどが著名[56]
- ヒューム・クローニン（1911年-2003年）、俳優[57]
- C・ダグラス・ディロン（1909年-2003年）、政治家、アメリカ合衆国財務長官、在フランスアメリカ合衆国特命全権大使、2002年からフェアフィールドで住んだ
- キア・デュリア（1936年 - ）、俳優[58]
- ポール・ホーガン（1939年 - ）、俳優、別名「クロコダイル・ダンディ」、妻のリンダ・コズラウスキーと共に長年フェアフィールドに住んだ

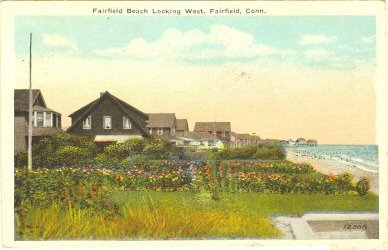
フェアフィールド・ビーチ、1921年の絵葉書

- ドン・アイマス（1940年 - ）、ラジオ番組のホスト、サウスポートに住んだことがあった[59]
- リンダ・コズラウスキー（1958年 - ）、女優、フェアフィールド生まれ[60]
- デビッド・ラシャペル（1963年 - ）、写真家、映画監督、フェアフィールド生まれ
- ジャスティン・ロング（1978年 - ）、俳優、フェアフィールド生まれ[61]
- ジョン・メイヤー（1977年 - ）、シンガーソングライター、ギタリスト、グラミー賞最優秀楽曲賞を受賞[62]
- マット・モーガン（1977年 - ）、プロレスラー、俳優
- ジョー・ネイマス（1977年 - ）、NFLアメリカンフットボール選手、ニューヨーク・ジェッツ、スポーツコメンテーター、フェアフィールドに住んでいた
- ヘンリー・フェアフィールド・オズボーン（1857年–1935年）、地質学者、古生物学者、優生学論者、フェアフィールド生まれ[63]

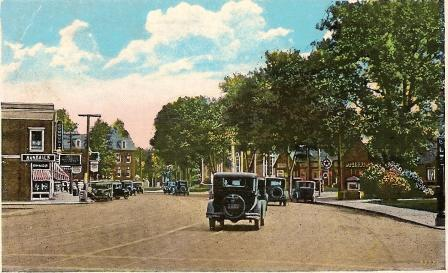
フェアフィールド・センターのポスト道路、1934年撮影

- ジェイソン・ロバーズ（1922年-2000年）、俳優、サウスポートに住んだ
- リチャード・ロジャース（1902年-1979年）、作曲家、900以上の楽曲と43のブロードウェイ・ミュージカルを手掛けた、オスカー・ハマースタイン2世と協力[64]
- メグ・ライアン（1961年 - ）、女優、フェアフィールド生まれ[65]
- クリス・サランドン（1942年 - ）、俳優、と妻で女優のジョアンナ・グリーソン（1950年 - ）[66]
- ジーン・ティアニー（1920年-1991年）、女優、サスコヒルのすぐ近くにティアニー・コテージがある
- ロバート・ペン・ウォーレン（1905年-1989年）、著作家、詩人[67]
- マイケル・ウェザリー（1968年 - ）、俳優、フェアフィールド生まれ、現在CBSテレビの『NCIS 〜ネイビー犯罪捜査班』で特務エージェント、アンソニー・デノッゾとして出演中[68]
- ジャック・ウェルチ（1935年 - ）、ゼネラル・エレクトリックの元CEO、フェアフィールドに住んでいた[59]

## 大衆文化の中で
映画

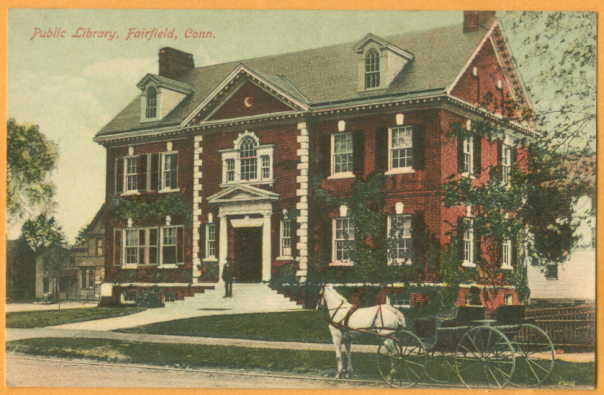
フェアフィールド図書館を示す1910年の絵葉書

- 『And So It Goes』（2014年）
- 『幸せの行方...』（2010年）
- 『みんな元気』（2009年）
- 『ロード・トリップ パパは誰にも止められない!』（2008年）
- 『レイチェルの結婚』（2008年）
- 『レボリューショナリー・ロード/燃え尽きるまで』（2008年）
- 『帰らない日々』（2007年）
- 『One Summer Love』（1976年）
- 『The Stepford Wives』（1975年）

テレビ
- 『Oprah Winfrey Presents: Mitch Albom's For One More Day』（2007年）
- ABCテレビの番組『Who's the Boss?』はフェアフィールドが舞台である。主人公のトニーはフェアフィールド大学に通い、大学の公式トレーナーを着ていた
- An episode of the フード・ネットワークの番組『レイチェル・レイのブロック・パーティ』はフェアフィールドで撮影された。『ハム・オン・ザ・ストリート』の幾つかのエピソードも同様である

その他
- 2009年1月29日、スティーヴン・コルベアが番組『ザ・コルベア・レポー』の中でアーチー・ムーアのレストランのソースがこぼれたと言っている
- ジョン・メイヤーは、2005年のライブアルバム「トライ」の中で、故郷のフェアフィールドのことを「ブルースの故郷」さらに「ブルースが生まれた所」と皮肉交じりに語っている